# Иманжанов, Мукан
Мукан Иманжанов (каз. Мұқан Иманжанов; 20 декабря 1916, Атбасарский уезд, Акмолинская область — 18 марта 1958, Алма-Ата, Казахская ССР, СССР) — казахский писатель и публицист. Член КПСС с 1945 года.

## Биография
Родился 20 декабря 1916 года в Атбасарском уезде Акмолинской области (ныне — Улытауский район Карагандинской области).
Учился в Алматинском счётно-переписном техникуме (1935—1938).
Работал в Республиканском комитете распространения радио-сообщений (1938—1941), литературным сотрудником (1942—1943), заведующим отделом в газете «Социалистік Қазақстан» («Социальный Казахстан») (1943—1949), заведующим отдела в журнале «Пионер» (1949—1958).
Скончался 18 марта 1958 года, похоронен на Центральном кладбище Алма-Аты.
Сочинения
Опубликовал свои первые произведения в конце 30-х годов XX столетия. Первый сборник рассказов «Жастық» («Молодость») вышел в свет в 1948 году. В последующие годы написал следующие произведения:
- Сборник рассказов «Мұқанның» («Наволочки»), 1948
- Повесть «Первые месяцы» (1950, на русском языке — 1955)
- Роман «Таныс қыз» («Знакомая девочка») (1952, 1972, на русском языке — в 1953, 1956)
- Сборник очерков и рассказов «Тыңдағылар» (1955).
- Роман «Кок белес» (1958).

Написал несколько театральных произведений:
- Пьеса «Жас өмір»(«Молодая жизнь») (1948),
- «Менің махаббатым» («Моя любовь») (1954)
- Сатирическая комедия «Сөнген шала» (1957).